# Croix de chemin du Moustoir (Côtes-d'Armor)
La croix de chemin du lieu-dit de Kerantré au Moustoir, une commune du département des Côtes-d'Armor dans la région Bretagne en France, est une croix de chemin en granit de kersantite datant du XVIe siècle. 
Le calvaire est composé d'une croix, une pietà et d'un socle inférieur avec des hauts-reliefs très abimés sur ses quatre faces
Elle a été inscrite monument historique le 22 janvier 1927.
La croix de ce calvaire a été remplacée en 2005 après avoir été volée.